# Liste des édifices labellisés « Patrimoine du XXe siècle » des Deux-Sèvres
La liste des édifices labellisés « Patrimoine du XXe siècle » des Deux-Sèvres recense de manière exhaustive les édifices disposant du label officiel français « Patrimoine du XXe siècle » situés dans le département français des Deux-Sèvres. Chacun de ces édifices est accompagné de sa notice sur la base Mérimée et de sa date de labellisation

## Liste
| Monument                    | Commune              | Adresse                       | Coordonnées                        | Notice         | Date | Illustration               |
| --------------------------- | -------------------- | ----------------------------- | ---------------------------------- | -------------- | ---- | -------------------------- |
| Moulin à eau de Pont L'abbé | La Mothe-Saint-Héray |                               | 46° 21′ 36″ nord, 0° 06′ 58″ ouest | « PA00101422 » | 1991 | Image manquante Téléverser |
| Hôpital de Niort            | Niort                | Charles-de-Gaulle (avenue) 40 | 46° 19′ 12″ nord, 0° 27′ 49″ ouest | « PA79000025 » | 2003 | Image manquante Téléverser |
| Bains-douches de Thouars    | Thouars              | 7 rue Balzac 79100 Thouars    | 46° 58′ 42″ nord, 0° 13′ 02″ ouest | ACR0000981     | 2015 | Bains-douches de Thouars   |